# 부산 좌수영성지 곰솔
부산 좌수영성지 곰솔(釜山 左水營城址 곰솔)은 부산광역시 수영구 수영동 수영사적공원에 있는 곰솔이다. 1982년 11월 4일 대한민국의 천연기념물 제270호로 지정되었다.

## 현지 안내문
곰솔은 소나무과로 잎이 소나무 잎보다 억세고, 소나무의 겨울눈은 붉은 색인데 반해 곰솔은 회백색인 것이 특징이다. 바닷가를 따라 자라기 때문에 해송으로도 부르며, 또 줄기 껍질의 색이 소나무보다 검다고 해서 흑송이라고도 한다. 바람과 염분에 강하여 바닷가의 바람을 막아주는 방풍림이나 방조림으로 많이 심는다.
부산 좌수영지의 곰솔은 나이가 400년 정도로 추정되며 높이 23.6m, 둘레 4.50m로 현재 수영공원 안에 있다. 땅에서부터 가지가 갈라지는 부분까지의 길이가 7.0m에 이르며 껍질은 거북의 등처럼 갈라져 있다.
전설에 의하면 조선시대에는 이곳에 좌수영(左水營)이 있었는데 그 당시 군사들은 이 나무를 군사를 보호해주고 지켜주는 신성한 나무로 여겨 나무에게 자신이 무사하기를 기원했다고 한다. 옆에는 신을 모셔 놓은 당집과 장승이 서 있고, 앞쪽에는 곰솔 한 그루가 더 있다.
부산 좌수영지의 곰솔은 오랜 세월 동안 조상들의 관심과 보살핌 가운데 살아온 나무로 민속적·문화적 자료로서의 보존가치가 높아 천연기념물로 지정·보호하고 있다.

## 같이 보기
- 수영사적공원
- 경상좌수영성지

## 참고 자료
- 부산 좌수영성지 곰솔 - 국가유산청 국가유산포털